# Qingmingjie
Cette page contient des caractères spéciaux ou non latins. S’ils s’affichent mal (▯, ?, etc.), consultez la page d’aide Unicode.
Le nom de Qing ming (chinois : 清明 ; pinyin : qīng míng) désigne l'une des vingt-quatre périodes solaires (chinois simplifié : 节气 ; chinois traditionnel : 節氣 ; pinyin : jié qì) du calendrier agricole chinois, qui recouvre à peu près les deux premières semaines d'avril. Son nom, que l'on peut traduire en français par « pureté (de l'air) et lumière » indique les caractéristiques climatiques de la période. C'était autrefois l'époque où les paysans préparaient et vérifiaient le matériel nécessaire aux activités agricoles et séricoles à venir.

## Origines de la fête
Qīngmíng jié (清明节 / 清明節, Qīngmíng jié), la Fête de Qing Ming, est un jour désigné en Chine comme journée nationale de nettoyage des tombes depuis 1935. Jour férié en Chine continentale et à Taïwan, sa date y est fixée au 5 avril.
De nos jours, Qīngmíng jié est donc réduit à une journée consacrée à l'entretien des tombes, un peu comme la Toussaint en France, mais il s'agissait à l'origine d'une période plus longue rassemblant des rituels et activités d'origines différentes.
À la base de la fête moderne on trouve deux activités culturelles très anciennes :
Shàngsì (上巳, sì (巳) représentant le 6e des 12 rameaux terrestres) était une fête attestée dans le pays de Zheng (actuel Henan) dès le début de l'ère chrétienne. À l'origine, des rituels visant à chasser les mauvaises influences et à apaiser les âmes errantes et les démons avaient lieu au bord de l'eau, mais à l'époque Song c'était devenu une simple journée d'activités en plein air. C'est essentiellement cet aspect de sortie dans la campagne (où sont situées les tombes) qui subsiste dans l'actuelle fête de Qīngmíng, avec l'utilisation de branches de saule pour leurs vertus apotropaïques.
Hánshí (寒食), le manger froid, est une coutume attestée dès l'époque des Han Occidentaux dans le district de Taiyuan au Shanxi. Elle prenait place à l'origine en hiver, et on y observait en l'honneur de Jièzhītuī (介之推), personnage de l'antiquité ministre du duc Wen de Jin, l'interdiction d'allumer aucun feu pendant une période pouvant aller de cinq jours à un mois. Observée de façon sévère, cette coutume semblait d'ailleurs être préjudiciable à la santé des plus jeunes et des plus âgés, d'après le témoignage d'un ouvrage de l'époque, le Hou Hanshu (后汉书). 
Cao Cao, fondateur d'un des trois royaumes, aurait déplacé ce rituel dans la période de Qīngmíng jié. Hanshi a transmis à la fête actuelle la coutume de ne pas allumer de feu pendant au moins un jour (très peu observée de nos jours) et de préparer des mets spéciaux pouvant être consommés froids. 
Le type le plus souvent mentionné dans les textes anciens était une sorte de bouillie, mais aujourd'hui on pensera plutôt aux rùnbǐng (潤餅/润饼), sortes de crêpes roulées qui sont à l'origine des rouleaux de printemps chunjuan (春卷, ne pas confondre avec les nems, vietnamiens, frits). Le rouleau de printemps serait à l'origine une méthode ingénieuse utilisée par ceux qui ne pouvaient déposer une offrande alimentaire complète sur les tombes, pour cause de pauvreté ou de manque d'approvisionnement (guerres, etc.). Ils se contentaient de déposer un peu de nourriture sur des crêpes froides qui pouvaient ensuite être roulées et consommées. 
Autre coutume intéressante, perdue au début du XXe siècle: dans le sud-ouest de la Chine, on décorait ou gravait des coquilles d'œufs à l'occasion de Qīngmíng jié.

## Visite des tombes

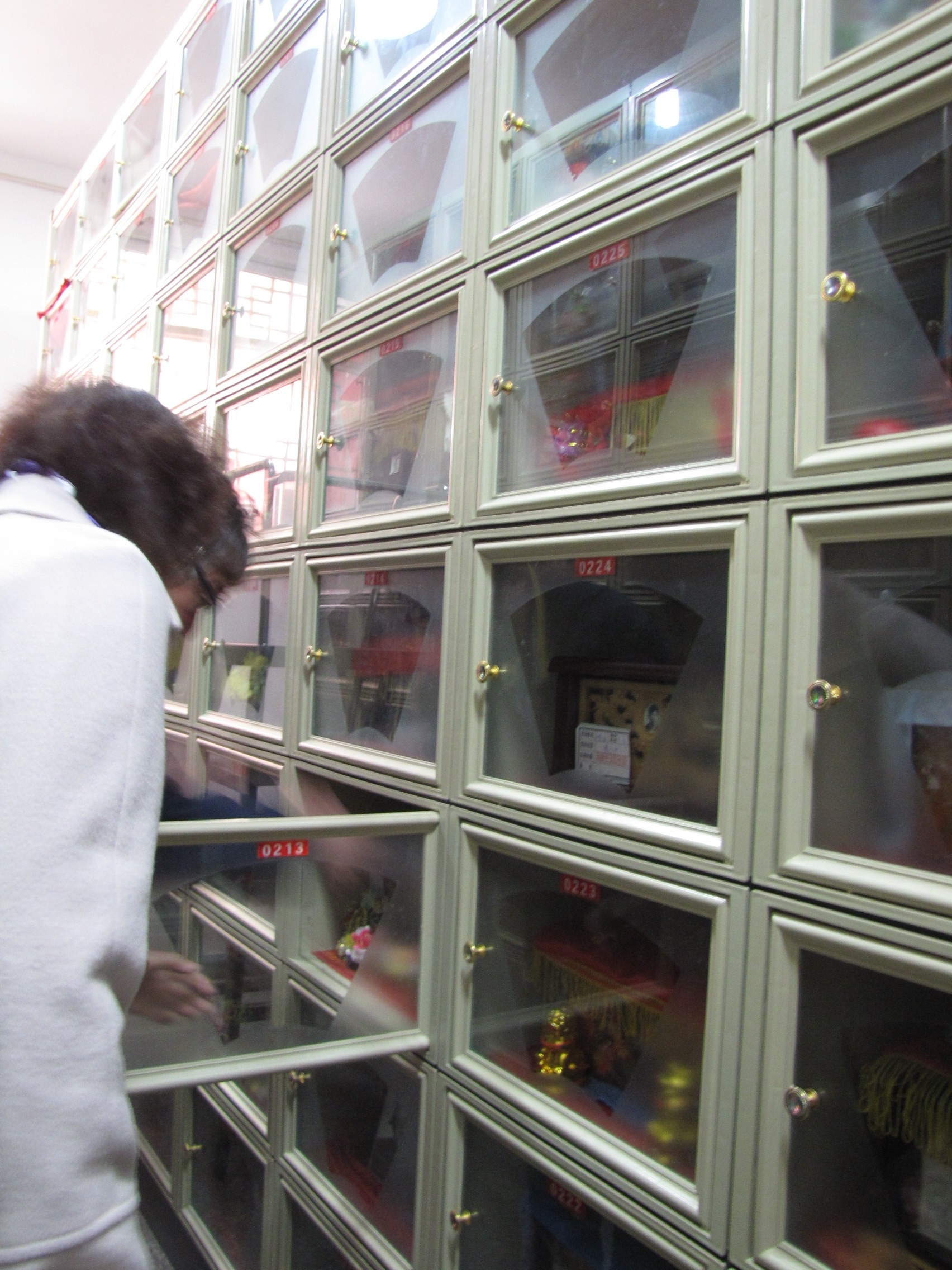
Tombe moderne. Colombarium municipal dans une grande ville du nord-est. Une famille vient chercher le coffret des cendres pour la cérémonie de Qingming

La coutume de la visite aux tombes familiales, Sǎomù (扫墓 / 掃墓, « Balayer la tombe »), devenue l'activité essentielle du jour de Qīngmíng jié, semble s'être fixée sous les Tang.
Plusieurs facteurs auraient convergé en faveur de son existence :
Elle perpétuerait la tradition très ancienne de culte aux âmes errantes de Shàngsì et l'habitude de visiter les tombes associée au culte de Jièzhītuī de la période de Hanshi. De plus, l'attribution de nombreux jours de congés à partir des Tang aurait donné à tous, y compris ceux qui vivaient loin de leur région d'origine, une possibilité exceptionnelle de visiter les tombes ancestrales.
Néanmoins, certains Chinois ont choisi d'autres périodes pour la visite de leur tombes, en raison de coutumes locales ou familiales, ou tout simplement pour des raisons de commodité. Ainsi, les nombreux jours fériés octroyés sous les Tang ne s'étant pas conservés, on peut voir des Hakkas, ethnie chinoise dont les hommes allaient souvent travailler au loin, mettre à profit la période de congé plus longue du Nouvel An chinois et nettoyer leurs tombes lors de la Fête des lanternes.

## Légende de Qīngmíng jié
La légende populaire qui récapitule le sens de la fête est celle de Jièzhītuī (介子推), un fonctionnaire du seigneur de Jin à l'époque des Printemps et des Automnes, présenté comme un modèle d'intégrité et de piété filiale. Il aurait suivi dans son exil l'héritier du trône chassé par un ministre traître, allant jusqu'à lui offrir un morceau de sa chair comme nourriture alors qu'il mourait de faim. Mais une fois rentré en possession de son titre, le nouveau souverain Jin Wengong oublia totalement son bienfaiteur. Le jour où la mémoire lui revint, mû par le remords il décida de le faire rechercher et appris que la pauvreté l'avait poussé à aller vivre dans la forêt avec sa vieille mère. Comme on ne le retrouvait pas, quelqu'un eut l'idée contestable de mettre le feu à la forêt pour le faire sortir ; le résultat fut qu'il y brûla vif avec sa mère. Le duc de Jin ordonna alors qu'on lui rende un culte et qu'on s'abstienne d'allumer du feu lors de l'anniversaire de sa mort. L'année suivante, revenant en pèlerinage sur les lieux, le duc découvrit une pousse de saule à l'endroit où Jièzhītuī était mort. Il la ficha dans sa coiffure, et les années suivantes chacun prit l'habitude d'accrocher une branche de saule à sa porte en souvenir du héros.

## Qīngmíng jié aujourd'hui
Qīngmíng jié est devenu un jour férié en République populaire de Chine depuis 2008, le 4 ou le 5 avril. En 2009 ces jours tombant le samedi et dimanche, le lundi 6 était férié. Dans les grandes villes, les cimetières sont remplacés par des colombarium où les coffrets renfermant les cendres des défunts sont conservés dans des cases. Les familles viennent chercher les coffrets et les rapportent après une cérémonie familiale. À la campagne, la famille se réunit auprès des tombes familiales dans les champs, pour un repas après avoir désherbé les buttes de terre qui les marquent.